# مايكل سشامبلسبرغر
مايكل سشامبلسبرغر (بالألمانية: Michael Schimpelsberger)‏ (12 فبراير 1991 بلينتس في النمسا - ) هو لاعب كرة قدم نمساوي في مركز الدفاع. شارك مع منتخب النمسا تحت 17 سنة لكرة القدم ومنتخب النمسا تحت 18 سنة لكرة القدم ومنتخب النمسا تحت 19 سنة لكرة القدم ومنتخب النمسا تحت 21 سنة لكرة القدم. أما مع النوادي، فقد لعب مع أوستريا فيينا وتفينتي أنشخيدة ورابيد فيينا ولاسك لينتس ونادي ريد بل سالزبورغ ونادي واكر إنسبروك (2002).

## وصلات خارجية
- مايكل سشامبلسبرغر على موقع الاتحاد الأوربي (الإنجليزية)
- مايكل سشامبلسبرغر على موقع قاعدة بيانات كرة القدم.إي يو (الإنجليزية)
- مايكل سشامبلسبرغر على موقع Soccerway.com (الإنجليزية)
- مايكل سشامبلسبرغر على موقع عالم كرة القدم.نت (الإنجليزية)
- مايكل سشامبلسبرغر على موقع AS.com (الإسبانية)